# Ryki (województwo pomorskie)
Ryki – osada w Polsce położona w województwie pomorskim, w powiecie nowodworskim, w gminie Nowy Dwór Gdański na obszarze Żuław Wiślanych. Wieś wchodzi w skład sołectwa Rychnowo Żuławskie.
W latach 1975–1998 miejscowość administracyjnie należała do województwa elbląskiego.
Inne miejscowości o nazwie Ryki: Ryki